# Die Maske (Zeichentrickserie)
Die Maske ist eine US-amerikanische Zeichentrickserie, die auf der Verfilmung des Comics Die Maske beruht.

## Inhalt
Die Serie handelt von den Abenteuern des Bankangestellten Stanley Ipkiss, der mit Hilfe der magischen Maske des Loki seine Stadt als Superheld vor dem Bösen rettet. Unterstützt wird er dabei von seinem klugen Hund Milo und der Reporterin Peggy. Seine Feinde sind Walker, der Channel Surver und die Polizei in Form von Detektiv Kellaway.

## Unterschied zu den Comics
Anders als in den Comics ist „Die Maske“ eine positiv besetzte Figur, auch wenn Stanley manchmal versucht, der Maske zu entsagen, da sie ihn nur in peinliche Schwierigkeiten bringt.

## Veröffentlichung
Die Serie wurde erstmals vom 12. August 1995 bis 13. Dezember 1997 in drei Staffeln durch den Sender CBS Kids in den USA ausgestrahlt.
Die Zeichentrickserie wurde unter anderem ins Französische, Italienische und Finnische übersetzt.
Die deutsche Erstausstrahlung erfolgte durch Sat.1. Später wurde die Serie auch durch Junior, K-Toon und Premiere Start gesendet.

## Synchronisation
| Rolle                      | Englischer Sprecher  | Deutscher Sprecher |
| -------------------------- | -------------------- | ------------------ |
| Stanley Ipkiss / Die Maske | Rob Paulsen          | Stefan Fredrich    |
| Milo                       | Frank Welker         |                    |
| Baby Forthwright           | Frank Welker         |                    |
| Charlie Schumacher         | Mark L. Taylor       | Detlef Bierstedt   |
| Ace Ventura                | Michael Daingerfield | Stefan Fredrich    |
| Detektiv Doyle             | Jim Cummings         | Frank Ciazynski    |
| Septimus Pretorius         | Tim Curry            |                    |
| Dr. Arthur Neuman          | Ben Stein            | Rüdiger Evers      |
| Lt. Mitch Kellaway         | Neill Ross           | Michael Telloke    |
| Peggy Brandt               | Heidi Shannon        | Sabine Jaeger      |
| Mrs. Peenman               | Tress MacNeille      | Barbara Adolph     |